# Tvarožník (Hradčanské stěny)
Tvarožník (německy Quargelstein)) je osamělá, zhruba 25 metrů vysoká pískovcová skalní věž v Hradčanských stěnách na Českolipsku v Libereckém kraji. Skála je pod oběma svými názvy známa především mezi horolezci. Jako Tvarožník je rovněž pojmenován členitý komplex skal s vrcholem v nadmořské výšce 321 metrů, který se rozkládá necelých 100 metrů jihovýchodně od skalní věže.

## Geografická poloha
Tvarožník leží 1,5 km západně od rekreační obce Hradčany (někdejší Kummer) v Hradčanských stěnách, které náležejí do geomorfologického podokrsku Hradčanské pahorkatiny (tzv. Kumerské pohoří), jež je součástí okrsku Provodínská pahorkatina. Skalní věž Tvarožník se tyčí v lesnatém porostu mezi stejnojmenným vrchem (321 m n. m.) a silničkou, která vede z Hradčan do Brenné. Meandrující tok Ploučnice je od skály vzdálen přibližně 200 metrů směrem na severovýchod.

## Historie horolezectví
Skalní věž byla poprvé horolezecky zdolána drážďanskými lezci v roce 1909. Na památku této události němečtí horolezci na vrcholu Tvarožníku umístili železnou vlajku s názvem svého klubu „Empor“ a letopočtem.
Na Tvarožníku je vyznačeno pouze pět lezeckých cest, jelikož skála je jílovitá a zdejší pískovec značně drobivý. Nejstarší cestou je Alter Weg z roku 1909 (obtížnost IV), po ní následovaly Velikonoční, Pionýrská, Tekutej písek a Jak přežít blahobyt (2005) – obě posledně jmenované o obtížnosti VIIb. Na stránkách Českého horolezeckého svazu je uvedena ještě třetí lezecká cesta o obtížnosti VIIb, vytvořená v roce 2011. Horolezecká činnost je zde povolena při dodržování příslušných omezení pouze v období od 1. 7. do 31. 12. běžného roku.

## Vzácná flóra
V roce 2005 se němečtí vědci z Technické univerzity v Drážďanech zabývali průzkumem a mapováním výskytu mechorostů v oblasti Hradčanských stěn na Českolipsku. Celkem bylo při tomto průzkumu zaznamenáno 182 různých mechorostů, mezi nimiž bylo nemálo druhů, které se v severních Čechách vyskytují jen vzácně. Za nejzajímavější je považováno objevení dvou kriticky ohrožených druhů tuzemské bryoflóry – rokytu Sauterova (Hypnum sauteri) a řetízkovce střešního (Pseudoleskeella tectorum), přičemž první z nich byl spolu s vijozubem zkrouceným (Tortella tortuosa) nalezen na menší skále v lese u Tvarožníku.

## Galerie

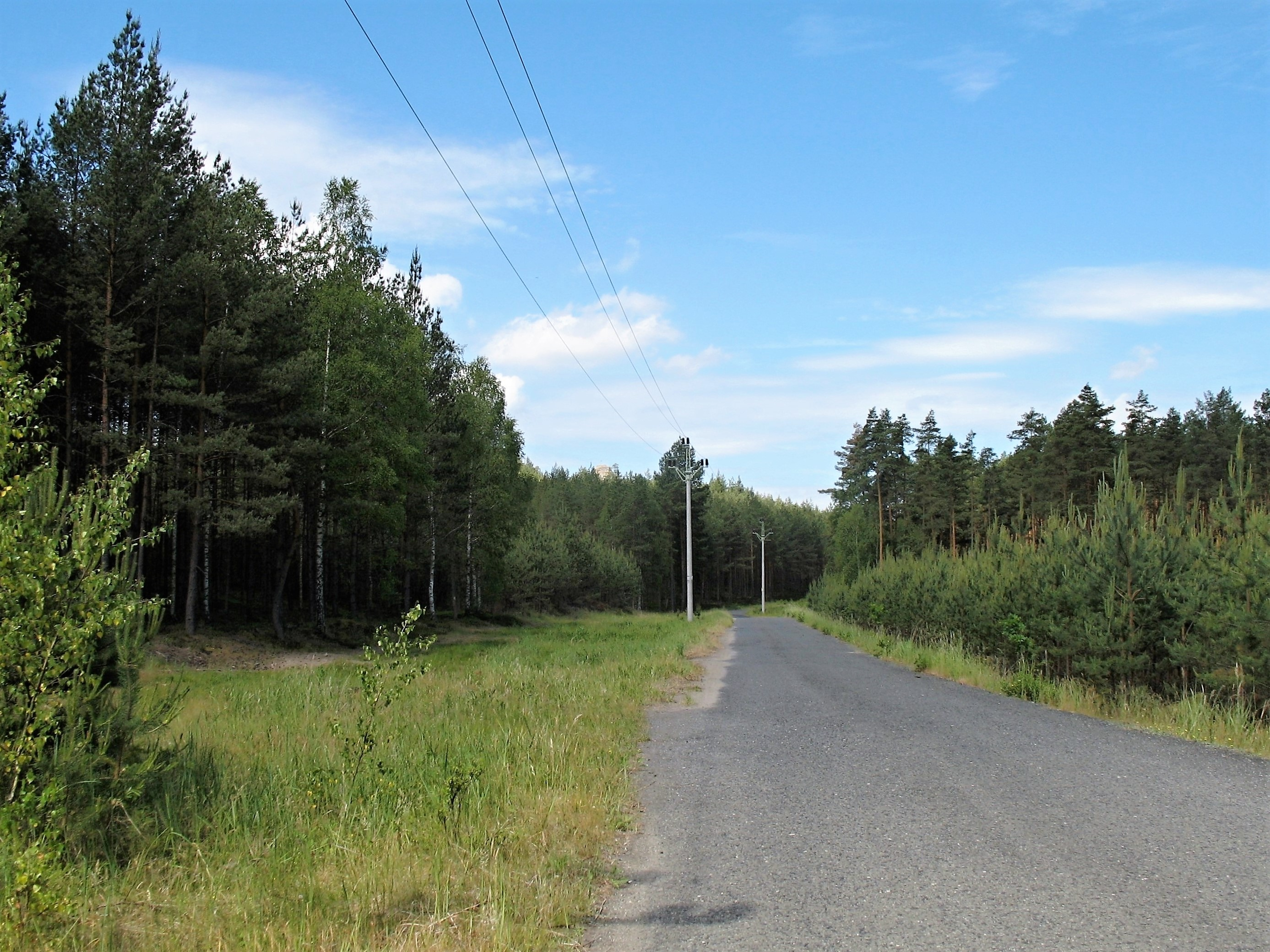
Pohled na skálu od cesty z Hradčan do Brenné
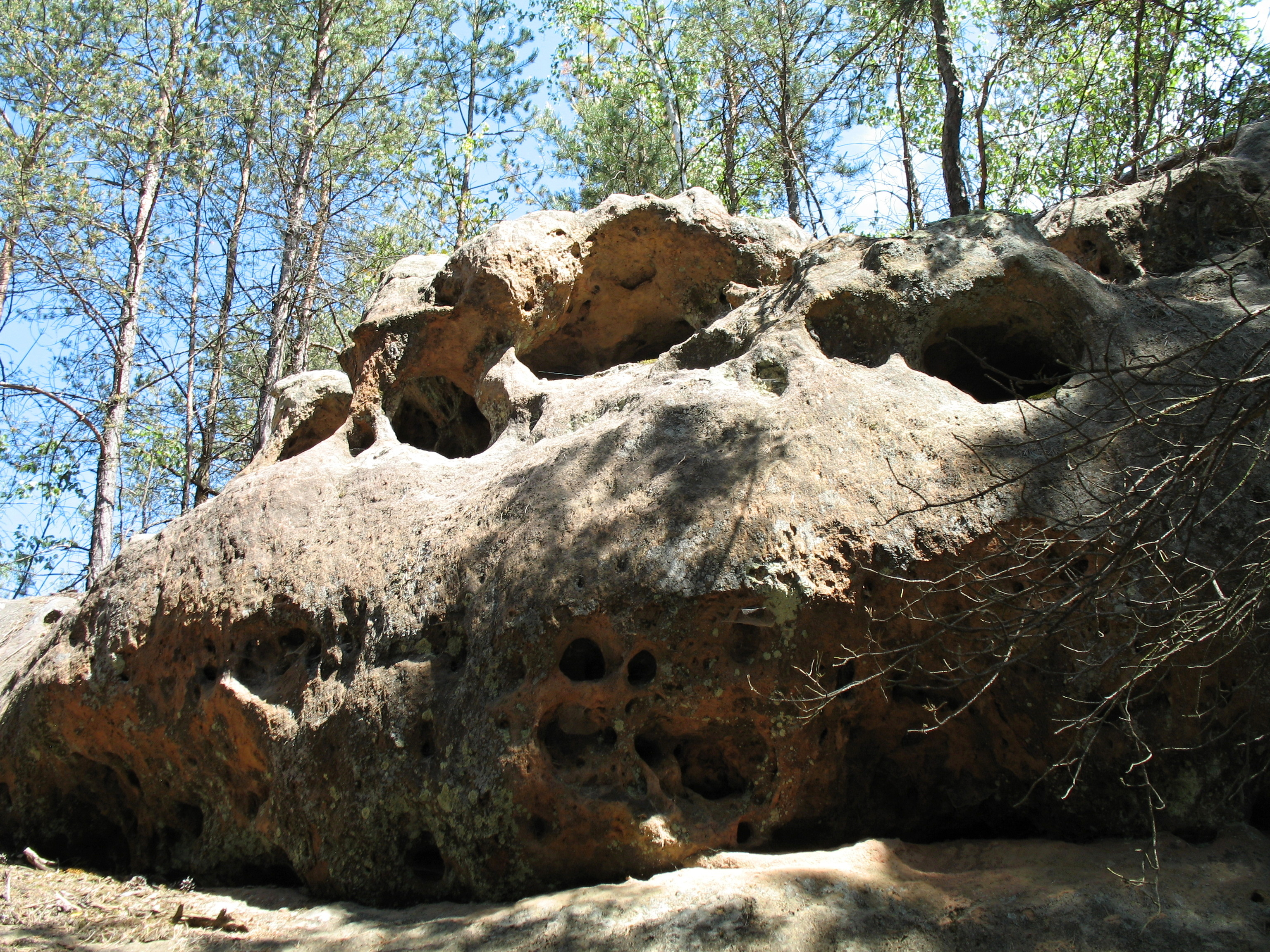
Skalní tvary v masívu vrchu Tvarožník
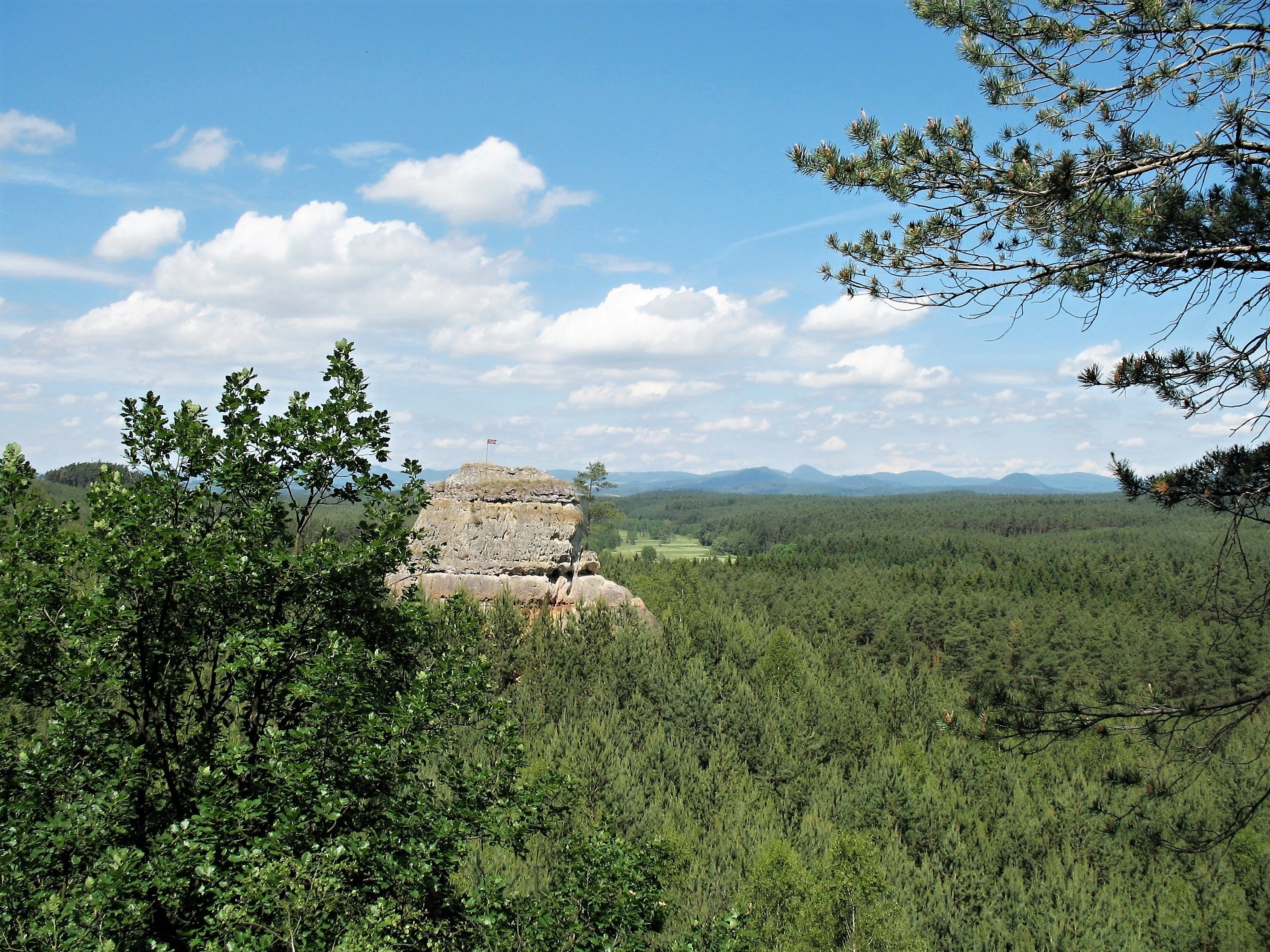
Panorama Lužických hor z kopce Tvarožník
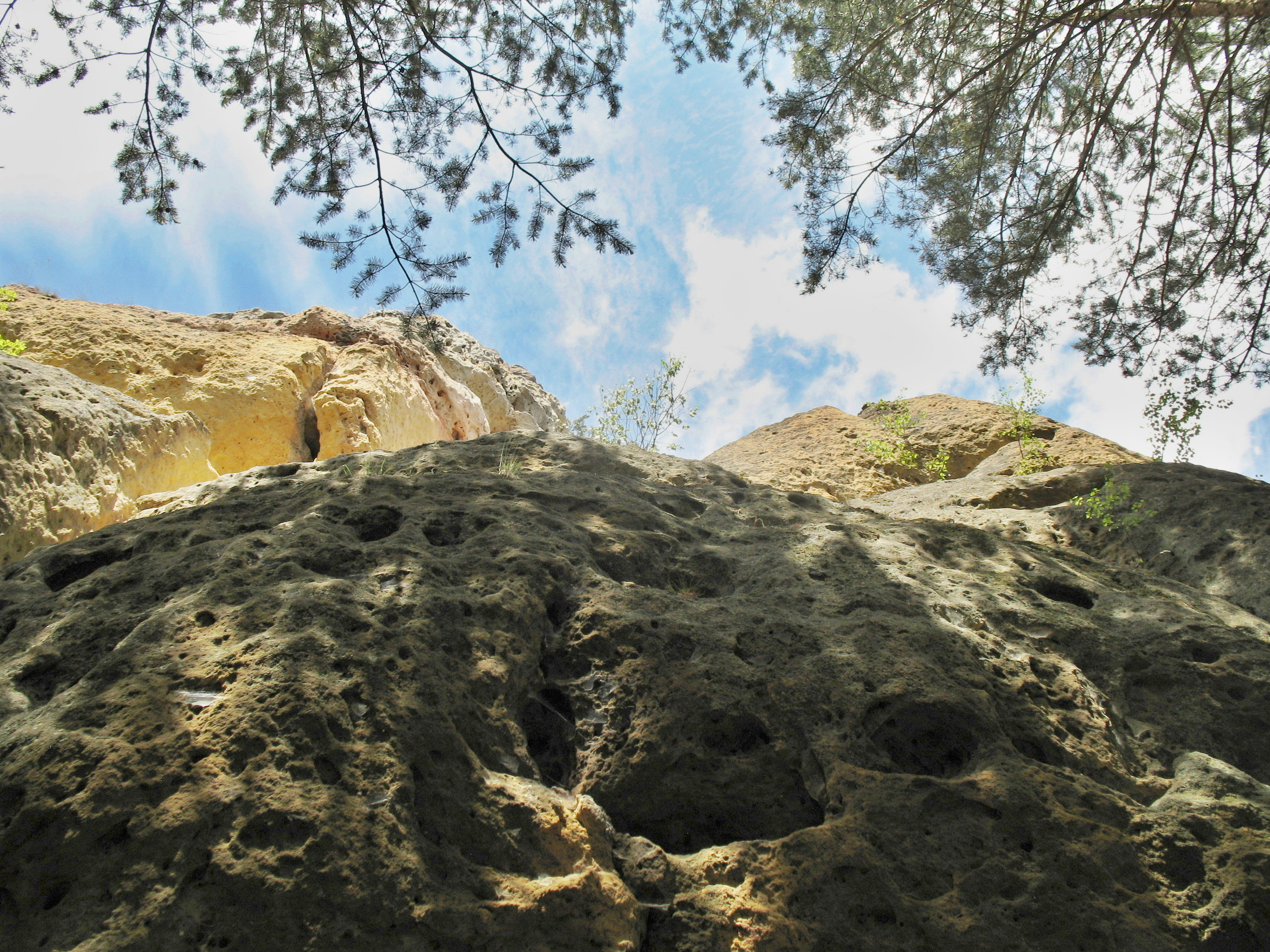
Pohled od úpatí k vrcholu skalní věže
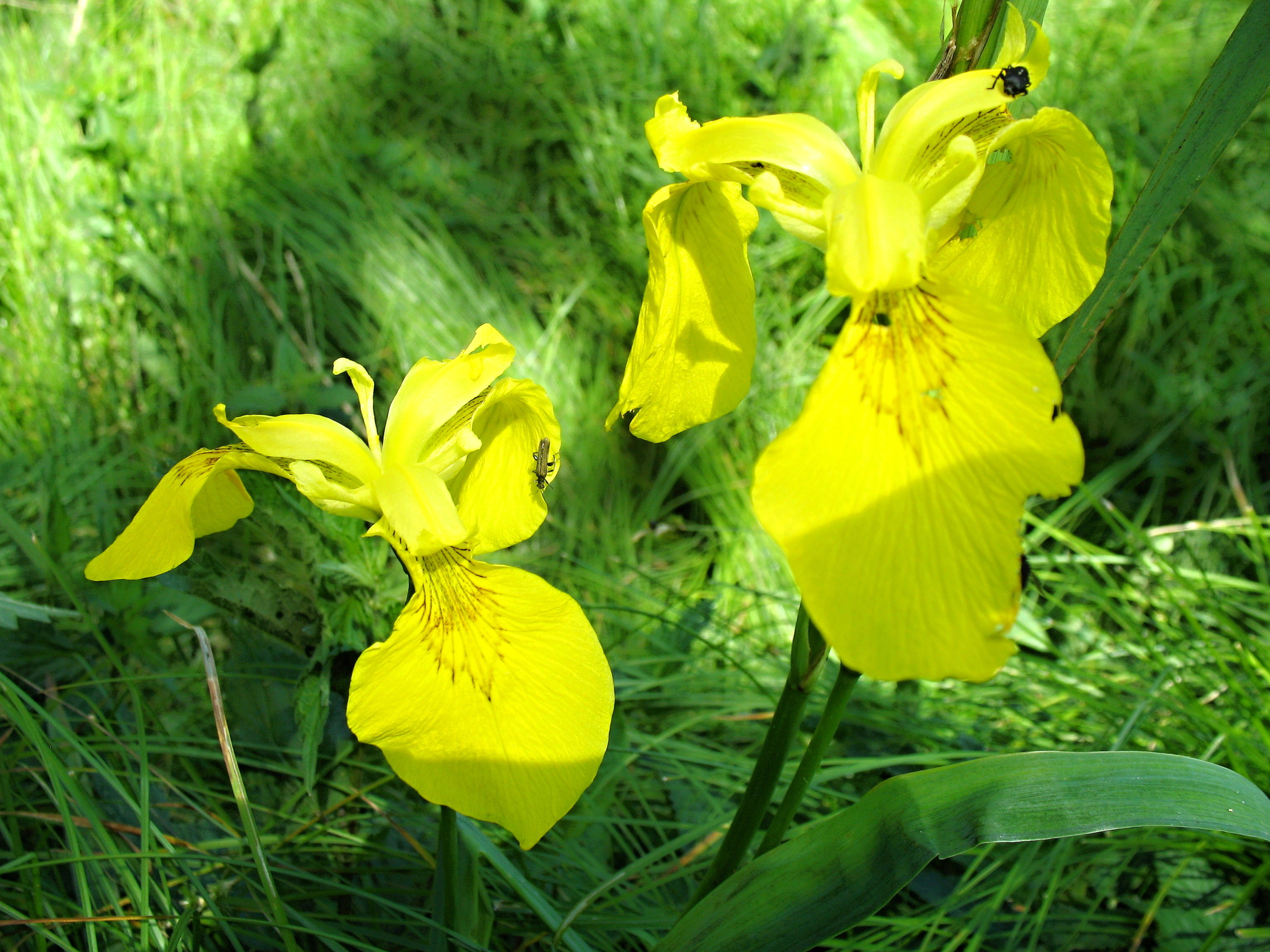
Kvetoucí kosatce v mokřinách u Ploučnice
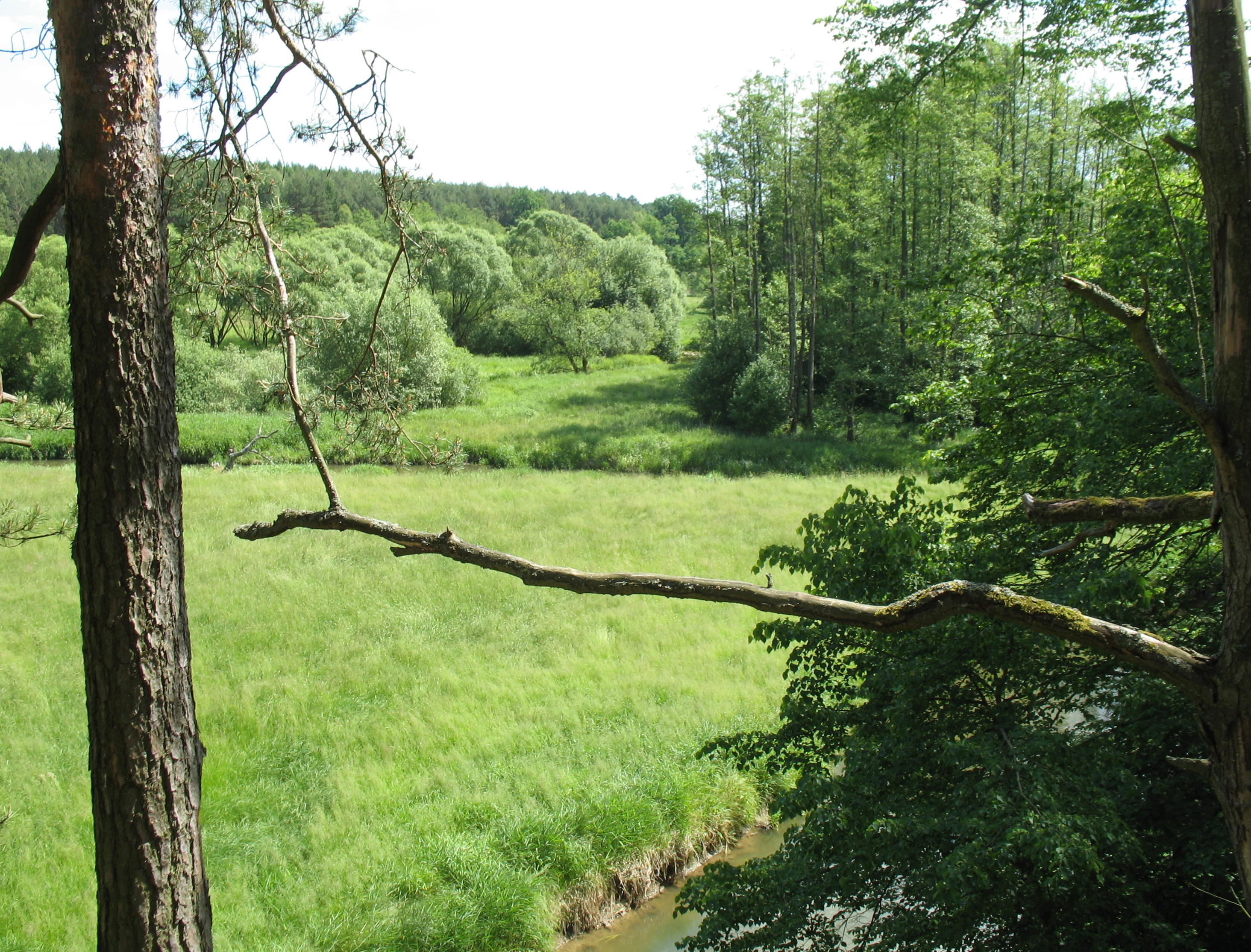
Meandry Ploučnice nedaleko Tvarožníku